# Atyria dichroa
Atyria dichroa là một loài bướm đêm trong họ Geometridae.